# 22503 Thalpius
22503 Thalpius este o planetă minoră (asteroid), cu un diametru de 15,704 km, din Asteroid troian al lui Jupiter. A fost descoperită pe 7 octombrie 1997 la Observatorul Kleť de Miloš Tichý⁠(d) și a fost numită după Thalpius⁠(d). 
Obiectul prezintă o orbită caracterizată de o semiaxă mare de 5,2261958 UAi, o excentricitate de 0,068, o înclinație de 9,89423 ° în raport cu ecliptica.